# یک دور دیگر (فیلم)
یک دور دیگر یا مَستی (به دانمارکی: Druk) فیلمی کمدی درام دانمارکی محصول سال ۲۰۲۰ به کارگردانی توماس وینتربرگ است.
اولین نمایش بین‌المللی فیلم در جشنواره فیلم تورنتو در ۱۲ سپتامبر ۲۰۲۰ بود و در ۲۴ سپتامبر ۲۰۲۰ توسط نوردیسک فیلم در دانمارک پخش شد.

## جوایز
یک دور دیگر برندهٔ بهترین فیلم بین‌المللی در نود و سومین دوره جوایز اسکار، برنده بهترین فیلم غیر انگلیسی‌زبان در آکادمی هنرهای فیلم و تلویزیون بریتانیا و آکادمی فیلم اروپا بوده‌است. این فیلم همچنین نامزد بهترین فیلم غیر انگلیسی‌زبان در مراسم گلدن گلوب بود.

## خلاصه داستان
مارتین مرد میانسالی است که در مدرسه‌ای در کپنهاگ به تدریس تاریخ مشغول است و احساس می‌کند زندگی‌اش یکنواخت و خسته‌کننده شده، دانش‌آموزانش به کلاس او اهمیتی نمی‌دهند و روابط زناشویی او نیز ضعیف و سرد شده‌است. مارتین روابطی صمیمی با سه تن از همکارانش تامی معلم ورزش، پیتر معلم موسیقی و نیکلای معلم روانشناسی مدرسه دارد. در جشن تولد چهل سالگی نیکلای بحثی در خصوص فرضیه فین اسکوردرو روانپزشک نروژی مطرح می‌شود. طبق فرضیه اسکوردرو وجود ۰٫۰۵ الکل در خون انسان موجب افزایش خلاقیت و آسودگی فرد می‌شود
روز بعد مارتین که به علت مشکلات خود در ازدواج و محل کار افسرده شده‌است تصمیم می‌گیرد فرضیه اسکوردرو را آزمایش کند و شروع به نوشیدن الکل در محل کار می‌کند. پس از اینکه موضوع را با دوستانش مطرح می‌کند آن‌ها تصمیم می‌گیرند به عنوان یک تحقیق علمی صحت این فرضیه را بررسی کنند…

## بازیگران
| بازیگر         | نقش        |
| -------------- | ---------- |
| مس میکلسن      | مارتین     |
| توماس بو لارسن | تامی       |
| مائونوس میلان  | نیکلای     |
| لارش رانته     | پیتر       |
| ماریا بونوی    | تراین      |
| سوسی ولد       | مدیر مدرسه |

## یادداشت
1. ↑  به معنای زیاده روی کردن در نوشیدن الکل.